# Yin Yang Yo!
Yin Yang Yo! is een Amerikaanse tekenfilmserie van Jetix Europe in coproductie met The Walt Disney Company, die in Nederland sinds 3 maart 2007 werd uitgezonden op Jetix en later op Disney XD. De serie gaat over twee konijnen - Yin en Yang - en de wijze oude pandabeer/leermeester Meester Yo.
In Vlaanderen werd de serie uitgezonden op VT4 van 1 september 2008 tot en met 31 oktober 2008. Het tweede seizoen werd niet helemaal uitgezonden.

## Verhaal
Lang geleden werd de wereld gered door Woe Foe-vechters. Vandaag de dag zijn er nog maar drie over: Yin, Yang en Yo. Samen vechten ze tegen het kwaad en maken ze elkaar helemaal gek.
De tweeling Yin (meisje) en Yang (jongen) zijn konijnen die in een vreemde en mysterieuze wereld leven. Die wereld zit vol magie, monsters, mythische figuren, een kwade toverkakkerlak genaamd Carl en de mopperige oude pandabeer Meester Yo.
Yin en Yang hebben één gezamenlijk doel: ze willen allebei Woe Foe-vechter worden. Ook willen ze beiden Carl de kwaaie toverkakkerlak verslaan en de wereld behoeden voor de diepe val in het eeuwige duister. Daarnaast moeten ze ook nog hun huiswerk maken, hun klusjes doen en hun groenten eten.
De Woe Foe-wijzen worden onderwezen door de wijze maar chagrijnige oude panda Meester Yo. Woe Foe-vechters zijn bewakers van de vrede en het recht, die de oosterse vechtkunsten beheersen, maar die ook gedachten kunnen beïnvloeden én de bekwaamheid hebben om objecten telepathisch te verplaatsen. Ze kunnen zelfs de ‘drijvende’ bewegingen uit The Matrix maken, 360° spins draaien en tegen zijkanten van gebouwen oprennen zoals in Crouching Tiger, Hidden Dragon. De serie is compleet in Flash geanimeerd en is afkomstig van Bob Boyle.

## Afleveringen

### 1e seizoen
(Originele Amerikaanse titels)
1. Dojo, Oh No/Finding Hershel
2. 600 Channels of Doom/An Oldie but a Goodie
3. Yin! Yang! Yuck!/Beetlemania
4. Enter The Ant/The Sweet Stench of Love
5. Woo-Foo Flu/Imagination Situation
6. Too Much Yangformation/Aura or not
7. Falling Yin Love/On Golden Pondscüm
8. Old School/A Toy's Story
9. The Trouble with Two-ni-corns/Scarf It Up
10. My Stupid Sword/Neat Freak
11. Return of the Night Master
12. Scary, Scary, Quite Contrary/How the Cookie Crumbles
13. The Yin of Yang/Shopping Sprawl
14. Wubble in Paradise/Dictator of the Year
15. Master Dave/Destination Danger
16. Bad Nanny Jamma/Pros and Cons
17. Doomed to Repeat it/The Gig is Up
18. Family Day/The Hex of the Ex
19. Out on a Pledge/Dojo Alone
20. Attack of the Lesson/A Case of the Evils
21. Attack of the Vidiots/Fit to Be Tried
22. Voyage to the Center of the Yo/Sitting Shaggler
23. Shadows and Light/The Truth Hurts
24. Who Knows What Evil Lurks
25. Night Fall

### 2e seizoen
1. The Pecking Order/Party Favors
2. Smoke and Mirrors/Yin-credible
3. Brain Drain/The Big Payback
4. ImPerfect Fooplicates/Messy Relationships
5. A Bad Case of the Buglies/Control Issues
6. Foreign Exchange Problem/Turnabout
7. The Manotaur/League of Evil
8. This Yang Isn't Brought to You By.../Stuck
9. Deja Foo
10. Gone-A-Fowl
11. Basic Yin-stinct/Fighting Fooberty
12. Yin Yang Carl/Smorks
13. Wonder Tweens Go!/Touchy Feelings
14. O'Brother There Art Thou/Roger...Over and Out
15. Inconvenient Tooth/Situation Tragedy
16. Skirting the Issue/Moon Over my Yinnie
17. Clown-Fu Fighting/Cat Smash Fever
18. Camp Magic Pants/Worked Stiff
19. Mission Yinpossible/Disapp-Eared
20. Get Off My Back/Slumber Party of Doom
21. For the Love of Clamboy/Zarnot's Girlfriend
22. Season's Beatings/ Splitting Hares
23. Old Softie/Dance, Dance Devastation
24. Upstanding Yuck/Walk in the Woods
25. Welcome to the Dark Tomorrow
26. Today You Are a Bear / Pets Peeved
27. The Howl of The Weenie
28. Game Over/Creeping With the Enemy
29. The Secret Life of Possum Panda/Dummy Up

## Engelse stemmen
- Stephanie Morgenstern - Yin
- Scott McCord - Yang
- Martin Roach - Yo
- Jamie Watson - Carl
- David Hemblen - Nachtheerser
- Novie Edwards - Lina
- Damon Papadopoulos - Franciscus J. Swabberman
- Linda Ballantyne - Saranoia
- Damon Papadopoulos - Roger the Skelewog
- Jonathan Wilson - Coop
- Scott McCord - Yuck
- Tony Daniels - Ultimoose

## Nederlandse stemmen
- Lottie Hellingman (Eerste seizoen) / Donna Vrijhof (Tweede seizoen) - Yin
- Jurjen van Loon - Yang
- Berend Dubbe - Yo
- Fred Butter - Carl
- Louis van Beek - Nachtheerser
- Jann Cnossen - Lina
- Huub Dikstaal - Franciscus J. Swabberman
- Hymke de Vries - Saranoia
- Frank Verkerk - Roger the Skelewog
- Reinder van der Naalt - Coop
- Jeroen van Wijngaarden - Yuck
- Seb van den Berg - Ultimoose